# Ja Morant
Temetrius Jamel "Ja" Morant, (Dalzell, Carolina del Sud, 10 d'agost de 1999) és un jugador de bàsquet nord-americà que pertany a la plantilla dels Memphis Grizzlies de la NBA. Amb 1,91 metres d'altura juga en la posició de base.
Va aconseguir estar entre els millors jugadors del seu estat a l'escola de secundària Crestwood Arxivat 2021-10-20 a Wayback Machine. en Sumter, Carolina del Sud. Va suposar un impacte immediat quan va anar a parar a Murray State, guanyant-se un lloc entre els millors cinc jugadors de la seva conferència com a jugador de primer any. Morant va destacar en la seva segona temporada, en la qual va ser triat Jugador de l'Any de la Conferència de la Vall d'Ohio i va ser el líder de la NCAA en assistències. Al seu torn, va ser el primer jugador de la història de la NCAA a fer una mitjana de com a mínim 20 punts i 10 assistències per partit en una sola temporada.
Va ser considerat un dels millors prospectes americans i un potencial pick 2 de cara al Draft de la NBA de 2019, que va acabar obtenint. Al final de la seva primera temporada va ser nomenat Rookie de l'any de la NBA.

## Trajectòria esportiva

### High school
Quan va acabar l'institut, Morant no estava en l'òrbita de cap equip, ni era un prospecte interessant per a cap universitat. James Kane, assistent de l'entrenador de la Universitat Murray State va acudir a un campament de bàsquet esperant trobar bons jugadors. Accidentalment en anar a menjar, va veure a Morant jugar un partit tres contra tres en un gimnàs auxiliar al que ni tan sols estava fent cas. Kane va quedar impressionat en veure jugar a Morant pel que, després de contactar amb el primer entrenador Matt McMahon, van oferir una beca a Morant. El 3 de setembre Morant va decidir enrolar-se a Murray State.

### Universitat
Durant el seu primer any a la universitat va jugar 32 partits i va fer una mitjana de 12,7 punts, 6,3 assistències i 6,5 rebots per partit, amb un percentatge d'encert en el tir del 45,9 %. En el seu segon any, va adquirir un paper més protagonista del seu equip. Aquella temporada, en 33 partits va fer una mitjana de 24,5 punts, 10 assistències i 5,7 rebots per partit, amb un percentatge d'encert en el tir del 49,9 %.
Al Campionat de la Divisió I de Bàsquet Masculí de la NCAA de 2019 (March Madness), Morant va portar al seu equip, una universitat petita situada en el seed 12, fins a segona ronda, sent eliminats per Florida State en un partit desequilibrat que va acabar amb el resultat 62 a 90.

#### Estadístiques
| * | Líder de la Divisió I de la NCAA |

| Any     | Equip        | PJ | PT | MPP  | %TC  | %3   | %TL  | RPP | APP   | ROB | TPP | PPP  |
| ------- | ------------ | -- | -- | ---- | ---- | ---- | ---- | --- | ----- | --- | --- | ---- |
| 2017–18 | Murray State | 32 | 32 | 34.0 | .459 | .307 | .806 | 6.5 | 6.3   | .9  | .4  | 12.7 |
| 2018–19 | Murray State | 33 | 33 | 36.6 | .499 | .363 | .813 | 5.7 | 10.0* | 1.8 | .8  | 24.5 |
| Total   | Total        | 65 | 65 | 35.3 | .485 | .343 | .810 | 6.1 | 8.2   | 1.4 | .6  | 18.7 |

### Professional
Va ser triat en la segona posició del Draft de la NBA de 2019 pels Memphis Grizzlies. El 3 de setembre de 2020, Morant va ser nomenat Rookie de l'Any de la NBA i inclòs en el millor quintet de rookies.
El 23 de desembre de 2020, va anotar 44 punts, juntament amb 9 assistències davant els Sant Antonio Spurs.
El 26 de maig de 2021, en la seva segona trobada de playoffs, en primera ronda davant Utah Jazz, va anotar 47 punts, sent l'anotació més alta de la història dels Grizzlies en playoffs i el segon jugador més jove (21 anys i 289 dies) a anotar més de 45 punts en postemporada.

## Estadístiques de la seva carrera en la NBA

### Temporada regular
| Any     | Equip   | PJ  | PT  | MPP  | %TC  | %3   | %TL  | RPP | APP | ROB | TPP | PPP  |
| ------- | ------- | --- | --- | ---- | ---- | ---- | ---- | --- | --- | --- | --- | ---- |
| 2019-20 | Memphis | 67  | 67  | 31.0 | .477 | .335 | .776 | 3.9 | 7.3 | .9  | .3  | 17.8 |
| 2020-21 | Memphis | 63  | 63  | 32.6 | .449 | .303 | .728 | 4.0 | 7.4 | .9  | .2  | 19.1 |
| Total   | Total   | 130 | 130 | 31.7 | .463 | .317 | .750 | 3.9 | 7.3 | .9  | .2  | 18.4 |

### Playoffs
| Any   | Equip   | PJ | PT | MPP  | %TC  | %3   | %TL  | RPP | APP | ROB | TPP | PPP  |
| ----- | ------- | -- | -- | ---- | ---- | ---- | ---- | --- | --- | --- | --- | ---- |
| 2021  | Memphis | 5  | 5  | 40.6 | .487 | .323 | .775 | 4.8 | 8.2 | .4  | .0  | 30.2 |
| Total | Total   | 5  | 5  | 40.6 | .487 | .323 | .775 | 4.8 | 8.2 | .4  | .0  | 30.2 |

## Vida personal
El 28 de maig de 2019, Ja Morant va anunciar que vestiria la marca nord-americana Nike durant els següents 4 anys, durada del seu contracte de rookie, per una suma total de $39,5 milions.